# Дуда Анатолій Іванович
Анато́лій Іва́нович Дуда́ (нар. 5 жовтня 1946, Новий Буг Миколаївської області — 8 серпня 2020, Одеса) — український співак (ліричний тенор) і педагог, професор (2006), народний артист України (1999).

## Життєпис
Народився 1946 року в Новому Бузі Миколаївської області, але його дитинство пройшло в селі Виноградне Березівського району Одещини.
1977 — закінчив Одеську консерваторію (клас Олександра Фадейовича Дановського).
1976—1989 — соліст Одеського театру опери та балету.
1989—1993 — соліст, художній керівник і директор Одеської філармонії.
З 1993 — професор кафедри сольного співу Одеської музичної академії. Автор навчального посібника «Основи постановки співочого голосу. Тенор» (Одеса, 2005).
З 1994 — Голова правління Одеського міжобласного відділення Національної спілки театральних діячів України.
1995—2000 років співав у Варшавській опері.
2009—2010 — виконувач обов'язків генерального директора Одеського національного академічного театру опери та балету.
Виступав у країнах Європи та Америки. Брав участь у міжнародних і національних фестивалях класичної та фольклорної музики в Україні, Росії, Естонії, Італії, Іспанії, Польщі, Угорщині, Німеччині, Фінляндії.
Помер 8 серпня 2020 в Одесі.

## Партії
- Альмавіва («Севільський цирульник» Дж. Россіні)
- Альфред («Травіата» Дж. Верді)
- Андрій («Запорожець за Дунаєм» С. Гулака-Артемовського)
- Бурсак Тіберій («Вій» В. Губаренка за М. Гоголем)
- Володимир («Князь Ігор» О. Бородіна)
- Ленський, Водемон («Євгеній Онєгін», «Іоланта» П. Чайковського)
- Ликов, Моцарт («Царева наречена», «Моцарт і Сальєрі» М. Римського-Корсакова)
- Молодий циган («Алеко» С. Рахманінова)
- Паоліно («Таємний шлюб» Д. Чімарози)
- Петро («Наталка Полтавка» М. Лисенка)
- Рудольф, Пінкертон («Богема», «Мадам Баттерфляй» Дж. Пуччіні)

## Визнання
- 1975 — Лауреат Всесоюзного конкурсу вокалістів імені М. Глінки (Тбілісі)
- 1999 — Народний артист України